# Schloßplatzspringbrunnen

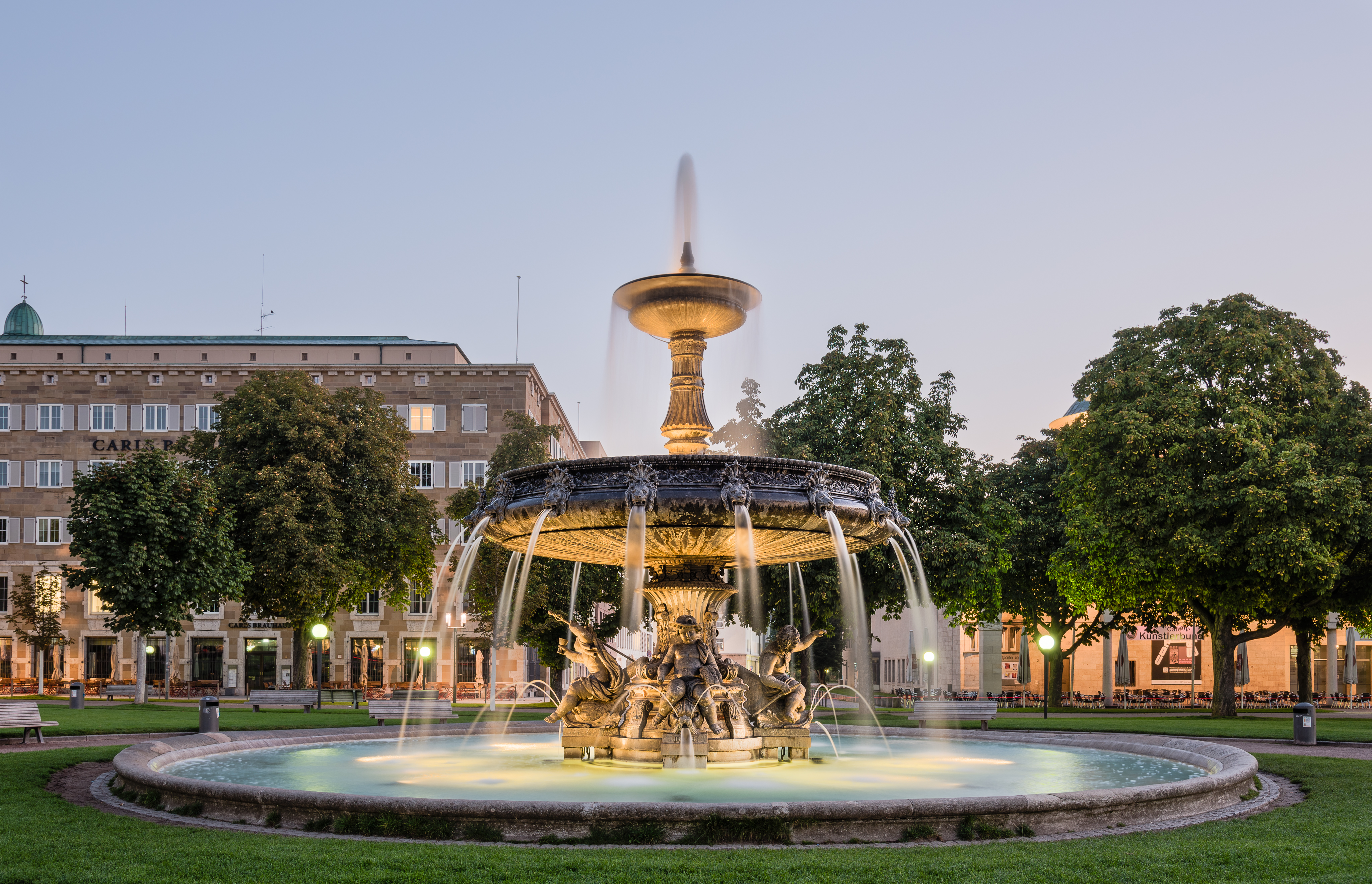
Nordöstlicher Schloßplatzspringbrunnen

Die beiden Schloßplatzspringbrunnen auf dem Stuttgarter Schloßplatz wurden zu Ehren Wilhelms I. von Württemberg aufgestellt.

## Die Brunnen
Die beiden Brunnen bestehen jeweils aus einem runden Brunnenbecken, in dessen Mitte sich über einer Schale ein Kelch erhebt, aus dem das Wasser emporschießt, um sich dann in der Schale zu sammeln und in das Becken abzufließen. Der Rand der Schale ist unter anderem mit pflanzlichen Motiven sowie einem Eierstab und Löwenköpfen verziert, aus deren Mäulern das Wasser abfließt. Die Säule, die den Kelch und die Schale trägt, ist jeweils von vier Figuren umgeben, die wichtige Flüsse Württembergs symbolisieren. 
Beim südlichen Schloßplatzspringbrunnen sind die originalen, von Professor Karl Kopp (1825–1897) und Professor Christian Leins entworfenen Figuren erhalten geblieben. Die Putten stellen Neckar, Kocher, Fils und Enz dar. Sie wurden in der Gießerei von Wilhelm Pelargus in Stuttgart hergestellt.
Die Originalfiguren des nördlichen Schloßplatzspringbrunnens verschwanden 1945; der Verbleib konnte nicht geklärt werden. Anhand von Fotografien wurden die Verkörperungen von Donau, Nagold, Tauber und Jagst durch Doris Schmauder rekonstruiert und in Süßen in Aluminiumguss wieder hergestellt. Diese Arbeiten waren 1989 abgeschlossen.

## Geschichte
Die beiden Brunnen sollten anlässlich des Geburtstags des Königs am 27. September 1863 auf dem Schloßplatz aufgestellt werden. Dabei waren technische Probleme zu lösen. Für die in Wasseralfingen hergestellten Wasserschalen mussten Spezialwagen für den Transport auf der Bahnstrecke Stuttgart-Bad Cannstatt–Nördlingen konstruiert werden. Zu dicht beieinander stehende Pfeiler der Remstalbrücke in Schwäbisch Gmünd mussten abgerissen waren. In Stuttgart wurde für die Durchfahrt durch das Königstor eines der beiden flankierenden Wachhäuschen abgetragen und nach der Passage der Brunnenschalen wieder aufgebaut. Trotz dieser Widrigkeiten konnten die beiden Springbrunnen termingerecht in Betrieb genommen werden.

## Bilder

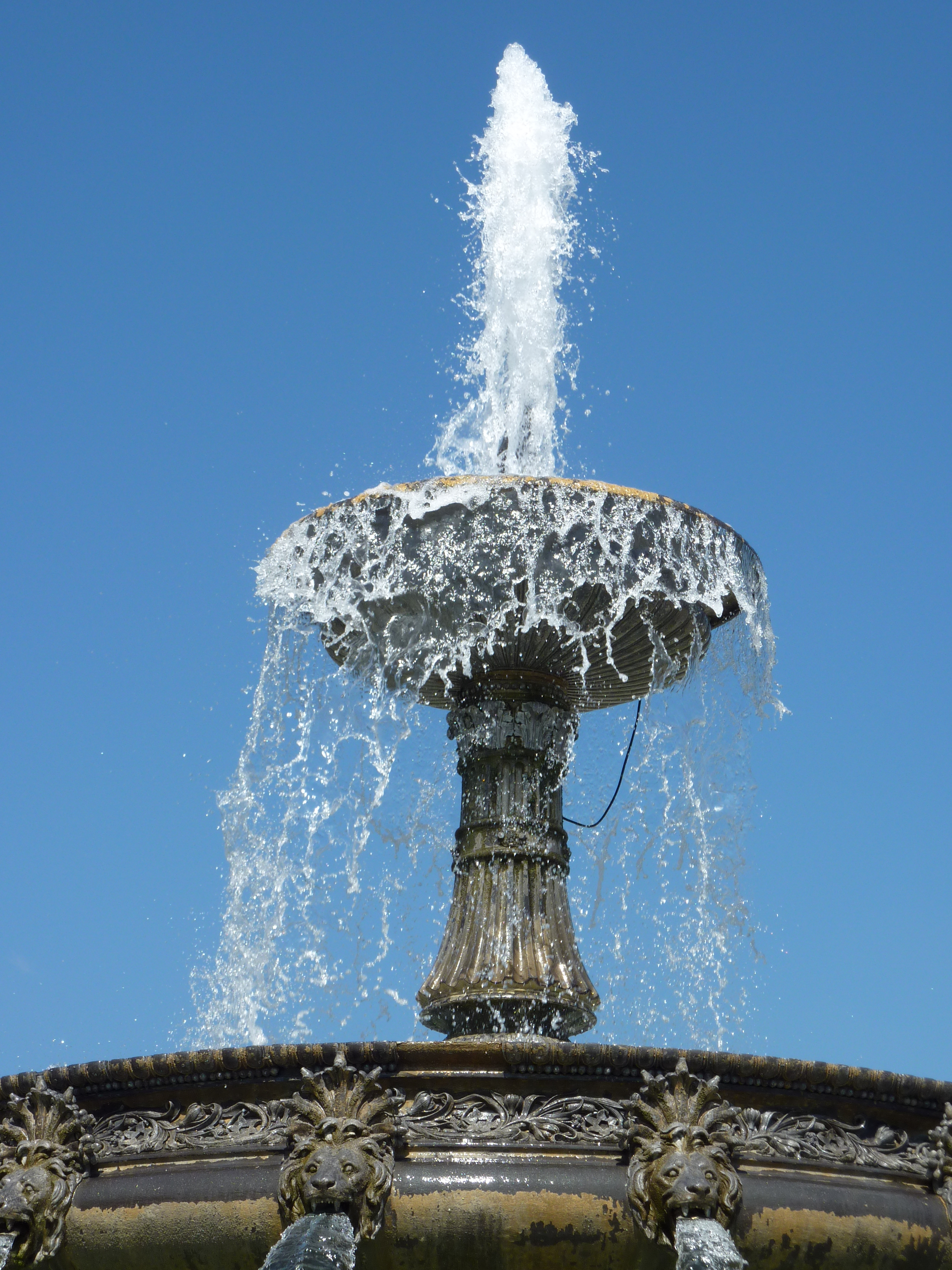
Fontäne und Kelch
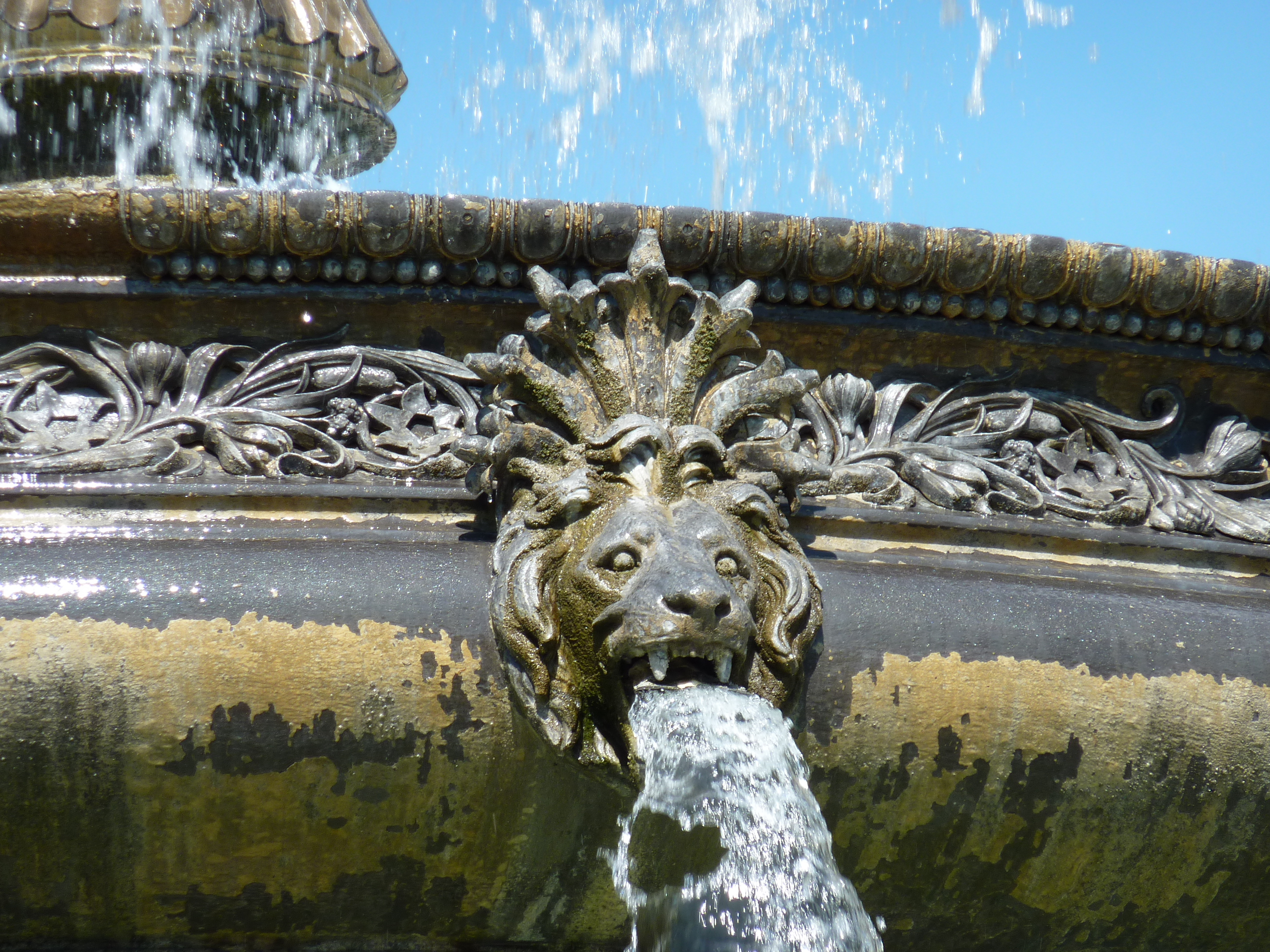
Detail
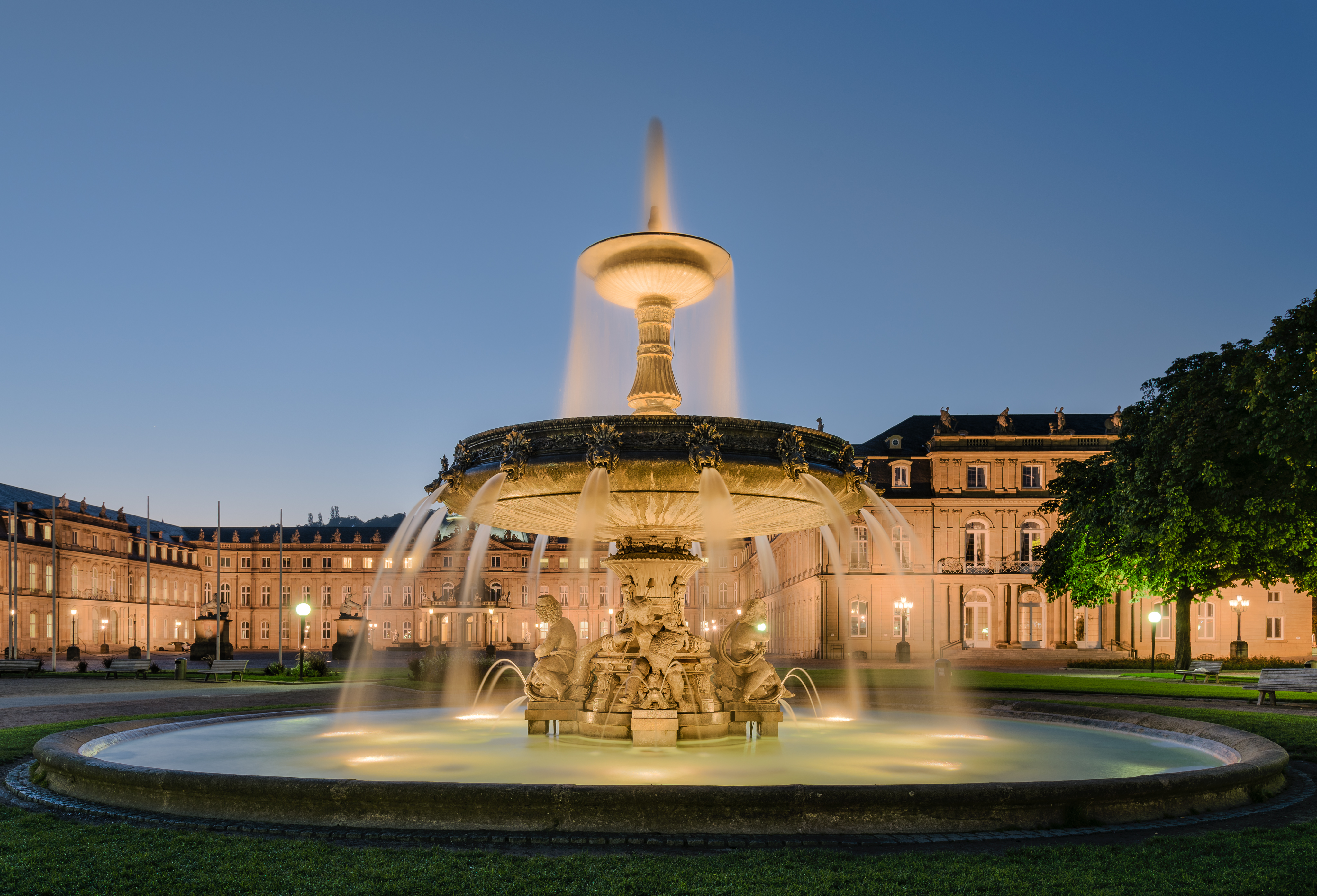
Brunnen mit nächtlicher Beleuchtung.
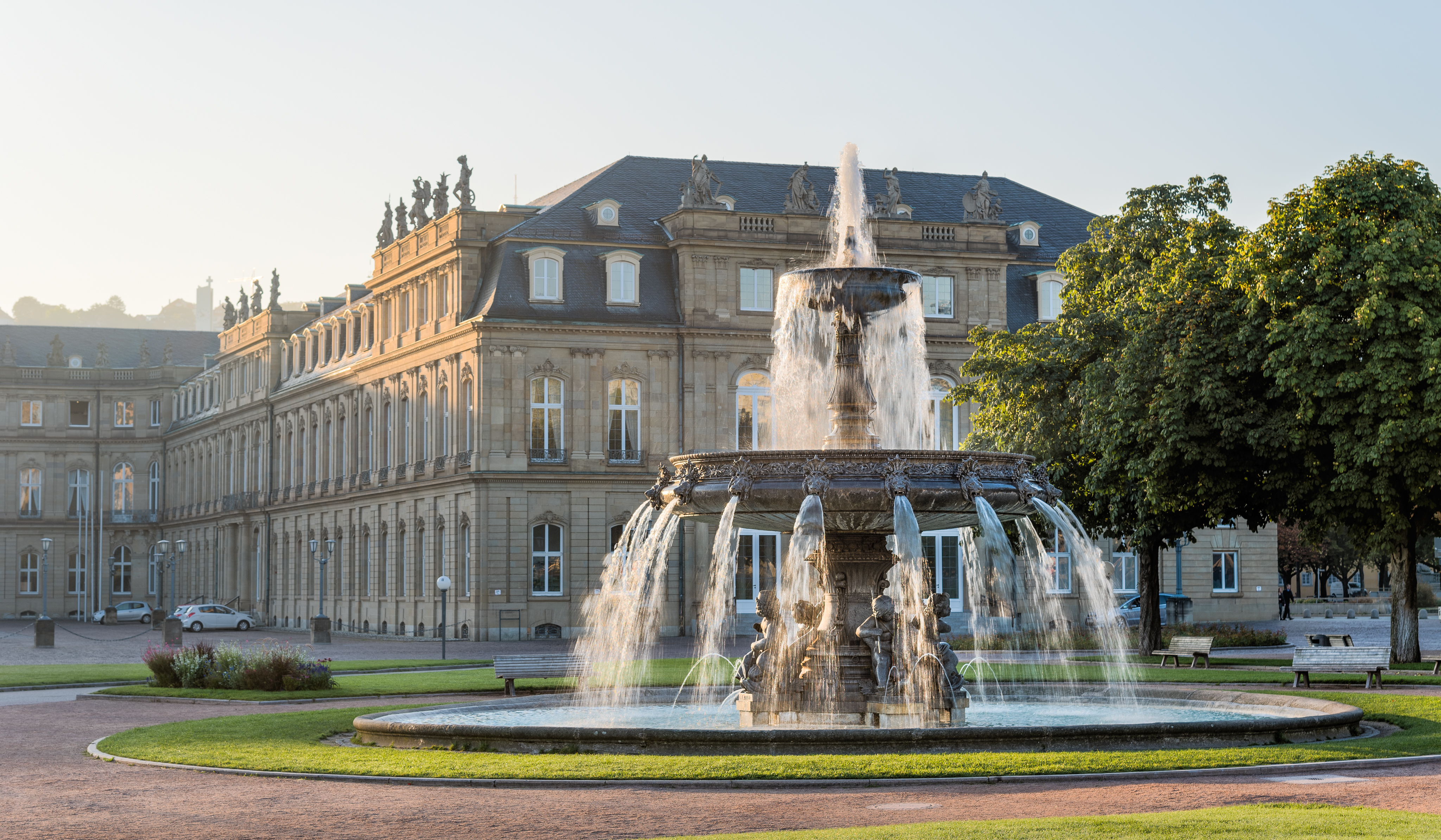
Südwestlicher Brunnen.